# Ich seh, Ich seh
Ich seh, Ich seh (Engelse titel: Goodnight Mommy) is een Oostenrijkse horrorfilm uit 2014, geschreven en geregisseerd door Veronika Franz en Severin Fiala. De film ging in première op 30 augustus op het Filmfestival van Venetië.

## Verhaal
Na een schoonheidsoperatie aan haar gezicht, komt een moeder terug thuis bij haar tienjarige tweeling Elias en Lukas. Het gezin woont in een modern huis, afgelegen in het woud, nabij een meer. Het gezicht van de moeder is helemaal omzwachteld en enkel haar ogen zijn zichtbaar. Sinds haar thuiskomst vertoont ze vreemd gedrag, ze negeert Lukas en praat enkel met Elias. De tweeling vermoedt dat het niet hun moeder is die teruggekeerd is. Ze willen de bedriegster ontmaskeren, binden haar vast op bed en tapen haar mond dicht, hoewel de vrouw beweert dat ze wel hun moeder is. Na een mislukte ontsnappingspoging vertelt ze de waarheid aan Elias maar die weigert haar te geloven.

## Rolverdeling
| Acteur        | Personage |
| ------------- | --------- |
| Susanne Wuest | de moeder |
| Elias Schwarz | Elias     |
| Lukas Schwarz | Lukas     |

## Prijzen en nominaties
De belangrijkste
| jaar | prijs                      | categorie                                      | genomineerde(n)                 | uitslag  |
| ---- | -------------------------- | ---------------------------------------------- | ------------------------------- | -------- |
| 2015 | Europese Filmprijzen       | Beste cinematografie                           | Martin Gschlacht                | Gewonnen |
| 2014 | Filmfestival van Ljubljana | Kingfisher Award                               | Veronika Franz en Severin Fiala | Gewonnen |
| 2014 | Filmfestival van Sitges    | Grand Prize of European Fantasy Film in Silver | Veronika Franz en Severin Fiala | Gewonnen |

## Productie
Ich seh, Ich seh is de eerste langspeelfilm van Veronika Franz en Severin Fiala. Er werd gefilmd in de zomer van 2013 in Waldviertel, Neder-Oostenrijk. De film werd positief onthaald door de critici, met een score van 80% op Rotten Tomatoes.
De film werd geselecteerd als Oostenrijkse inzending voor de beste niet-Engelstalige film voor de 88ste Oscaruitreiking.